# Ryan Smith (giocatore di football americano 1996)
Ryan Patrick Smith (River Forest, 13 gennaio 1996) è un ex giocatore di football americano ed ex rugbista a 15 statunitense, che ha giocato come tight end e terza linea.
Dopo aver giocato per la squadra universitaria dei Miami RedHawks, nel 2018 entra nel roster di offseason dei Green Bay Packers ma non viene confermato nel roster attivo; nel 2020 gioca quindi a rugby a 15 per gli Old Glory DC. Viene poi chiamato a giocare in ELF con i Panthers Wrocław ma in un secondo momento la squadra polacca gli offre solo un posto da allenatore in seconda. Successivamente passa ai Ravensburg Razorbacks.
Suo nonno Johnny Lattner ha vinto lo Heisman Trophy nel 1953 ed è membro della College Football Hall of Fame, mentre suo cugino Robert Spillane gioca come linebacker per i Las Vegas Raiders della NFL.